# Beto Vázquez Infinity
Beto Vázquez Infinity är ett Power metal/Gothic metal-band, startat år 2000 i Buenos Aires (Argentina), av basisten Beto Vázquez. Idag har bandet släppt sex studioalbum, spelat ihop med Nightwish, Angra och Labyrinth bland många fler, och även räknat med artistsamarbeten i deras album-inspelningar med bland andra Tarja Turunen (tidigare i Nightwish), Timo Tolkki (tidigare i Stratovarius), Antti Railio (tidigare i Celesty), Sonya Scarlet (Theatres des Vampires), Alfred Romero (Dark Moor), Lady Angellyca (Forever Slave), Dominique Leurquin (Rhapsody of Fire och Luca Turilli's Dreamquest) etc.

## Medlemmar
Nuvarande medlemmar
- Beto Vázquez – basgitarr, keyboard, kompgitarr, akustisk gitarr, programmering (2000– )
- Brunella Bolocco Boye – sång, bakgrundssång (2017– )
- Daiana Benitez – keyboard, sång, bakgrundssång (2017– )
- Leonardo Lukaszewicz – sologitarr, akustisk gitarr, kompgitarr (2017–)
- Santiago Sauza – trummor (2019–)

Tidigare medlemmar
- Omar Mansilla – sologitarr, kompgitarr, akustisk gitarr (2000–2017)
- Victor Rivarola – keyboard, basgitarr, gitarr, sång (2003–2017)
- Norberto Román – trummor (2006–?)
- Carlos Ferrari – gitarr (2007–?)
- Jessica Lehto – sång (2008)
- Jason Droguett – sång (2011–?)
- Santiago Bürgi – sång (2012–?)
- Sabrina Filipcic – sång (2014–?)
- Caro Guedes – sång (2012–2017)
- Natacha Bonelli – sång
- Marcelo Ponce – trummor (2000–2005)
- Lilah Bertolini – flöjt (2000–2005)
- Gonzalo Iglesias – gitarr (2000–2002)
- Danilo Moschen – keyboard (2000–2002)
- Max Ditamo – sång (2000–2001)
- Diego Leone – sång (2001–?)
- David Lazar – sång (2001–?)
- Vero Áiudi	– sång  (2001–2007)
- Ailin Alybel – sopransång (2001–?)
- Pablo G. Soler – gitarr (2002–2005)
- Damián Aguilera – keyboard (2002–2003)
- Ramiro Escobar – keyboard (2003–2005)
- Eugenia Rivadeneira	 – sång (2003–2004)
- Paola Tieffemberg – sång (2004–2005)
- Martín Magliano – trummor (2005–2006)
- Gerardo Elsegood – gitarr (2005–2007)
- Lucas Pereyra – gitarr, programmering (2008–2012)
- Karina Varela – sång (2008–?)
- Inés Vera-Ortíz – sång (2011–?)
- Gonzalo Magalotti – trummor (2018–2019)

## Gäst-musiker

### Gäster iDarkmind
- Matias S. Yanucci – saxofon
- Ivana Anie Lara – sång (Angelseed)
- Carla Bisioli – tal
- Marcela Bovio – sång (Stream of Passion)
- Nora Vazquez – tal
- Natacha Bonelli – keyboard, programmering
- Sandra Schelert – sång (Elis)
- Chris Tiberi – gitarr
- Rute Fevereiro – gitarr, keyboard, programmering (Black Widows, Enchantya)
- Kiara (Chiara Letizia Pernigotti) – sång (Skylark)
- Eddy Antonini – cembalo (Skylark)
- Sabrina Carrion – sång (Heavenfalls)
- Olaf Thorsen – sologitarr (Vision Divine)
- Manda Ophuis – sång (Nemesea)
- H.J De Jong – gitarr  (Nemesea)
- Pablo Soler – gitarr
- Elisa Luna – sång (Gasthof Rose)

### Sångare
- Tarja Turunen
- Fabio Lione
- Sabine Edelsbacher
- Candice Night
- Liv Kristine
- Elisa C. Martin
- Sonya Scarlet
- Alfred Romero

### Trummisar
- Jörg Michael
- Marcelo Ponce

### Gitarrister
- Emppu Vuorinen
- Gonzalo Iglesias
- Pablo Soler
- Enrik Garcia
- Timo Tolkki
- Carlos Ferrari

### Keyboardister
- Danilo Moschen

### Flöjtister
- Lilah Bertolini

## Diskografi

### Studioalbum
- Beto Vázquez Infinity (2001)
- Flying Towards the new Horizon (2006)
- Darkmind (2008)
- Existence (2010)
- Beyond Space Without Limits (2012)
- Humanity (2018)

### Livealbum
- 15 Years Alive (2016)

### EP
- Battle of Valmourt (2001)
- Wizard (2001)